# FSC Lublin
La FSC Lublin/Intrall Lublin es una van de usos múltiples, producida en los últimos años (1993 a 2007) por la fábrica de coches de Lublin, Daewoo Motor Polonia, Andoria Motor, y en los últimos años la producción es adelantada por la nueva razón social de la FSC, la Intrall Polonia; pero en el 2011 esta también entra en bancarrota; siendo asumida sus operaciones por Andoria Motor hasta la fecha; bajo la marca DZT Passagon, aunque el fabricante británico aún posee cierto porcentaje de acciones, y se cree que la producción del Lublin se reasumiría en el 2013.

## Historia

### Lublin I
El 15 de octubre de 1993 se inició la producción en las líneas de FSC de la furgoneta modelo 33, equipada con un motor Lublin 4C90, que a su vez es el que sustituye el del Żuk. Se introdujo inicialmente a la producción sólo con diferentes tipos de chasis en el montaje que le permiten el adaptarla con las carrocerías de camioneta de carga, furgón, furgoneta cerrada, sin ser lanzada la versión para pasajeros. A partir de 1996 también estaban disponibles unas versiones con motores turbocargados 4CT90; con una potencia aumentada hasta los 90 CV, y una con motor a gasolina 2.0 de 105 CV; de la que se hizo un pequeño número. la totalidad de modelos de esta camioneta apareció en septiembre de 1996 y en los siguientes años se lanza una versión con techo alto.

### Lublin II
En 1997 se lleva al mercado una versión bastante modernizada, a la que se denomina Lublin II. En esta camioneta se hacen cambios sustanciales, como el de la nueva transmisión, una dirección asistida, una nueva parrilla frontal que aumenta la entrada de aire, un nuevo tablero de instrumentos, y otros cambios menores.
Al final del año en cuestión se llega a ofrecer una versión con una capacidad de carga de 3,5 como peso máximo e iotra recortada de 2,2 toneladas. La potencia del motor de gasolina llega a los 117 CV. La firma Holden en Australia la llegó a comercializar bajo su emblema como Holden Lublin.

### Lublin III
En el año 1999, se lleva a las ventas un nuevo modelo, el tercero de la serie; altamente modernizado, denominado Lublin III. El cuerpo cuenta ahora con muchos pequeños cambios, una luces indicadoras nuevas en el conjunto, y nuevas luces de estacionamiento; que van montadas ahora en las esquinas de la carrocería. Se mejora la protección contra la corrosión, se le adapta una nueva transmisión, de origen KIA (con dos tipos de opciones); y un nuevo eje de dirección asistida.

## Actualidad
Después de la quiebra de la sociedad propietaria de las instalaciones (Daewoo) en el otoño de 2001, se haría cargo de la citada fábrica la sociedad constructora de motores Andoria (Andrychów). Para la primavera del año 2002, sería reanudada la producción del Lublin, y a finales de 2003 se adquieren los derechos para la producción por parte de la nueva empresa Intrall Polonia,  y así se reanudar la producción a principios de 2004. En 2005 se introdujo una modernización al modelo en parada de producción, y se denomina Lublin Mi 3. 
A este nuevo modelo le serían modificados ciertos aspectos, para diferencialo de sus predecesores; como la parrilla delantera, en donde se aumenta la entrada de aire, se le adapta un conjunto de luces redondas, y en la versión furgoneta se cambian las anteriores luces por unas nuevas luces traseras, de aviso de freno y direccionales. En un nuevo acuerdo en el que la planta de motores sería vendida a un conglomerado extranjero, se llega a una alianza con el fabricante Iveco, y se comienza la producción local de motores licenciados de la casa italiana, los que aumentan la fuerza motriz del reputado camión; y ahora dichos furgones quedarían dotados con una fuerza motora de 122 caballos. En el 2006, a este motor le llegaría su debido reemplazo, el motor 4CT90 sería sustituido por el remozado 4CTi90, el cual cuenta con una unidad intercooler, turbocargador; y se sentiría con ello el aumento de potencia (que llegó hasta los 102 CV). En diciembre de 2007, se detiene la producción debido a la bancarrota de la sociedad Intrall. Durante un corto período de tiempo, el Lublin 3mi se ofreció en Alemania bajo el nombre de Intrall L3.
Luego de una prolongada pausa, el 16 de septiembre de 2010, fue presentado nuevamente la van, que ahora es manufacturado por la empresa Pasagon Tymińscy DZT. Se trata de una modernización del mismo Lublin 3Mi, en el que el marco central es alargado, y el compartimento del motor se hace más pronunciado, se le hace un cambio de estilo al cabinado, y se le reemplaza el motor precedente con un motor más potente de tecnología ADCR, e inyección common-rail, para llegar ahora a los 115 CV , aparte de que se hacen las debidas adaptaciones para cumplir con la estricta reglamentación de emisiones EURO-IV, y así poder comercializar el furgón en el resto de Europa.

## Galería

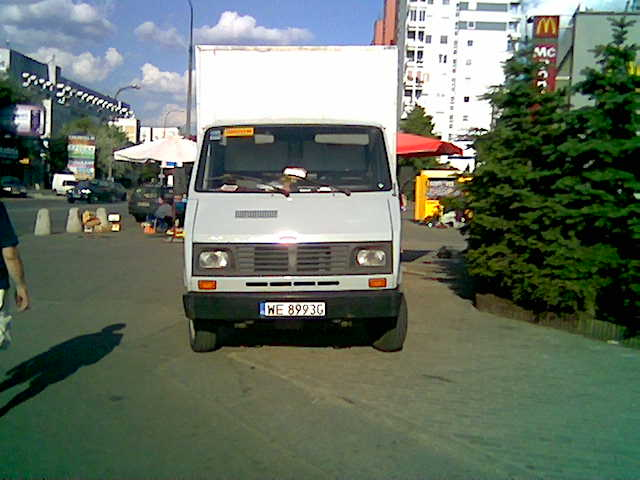
Lublin 33
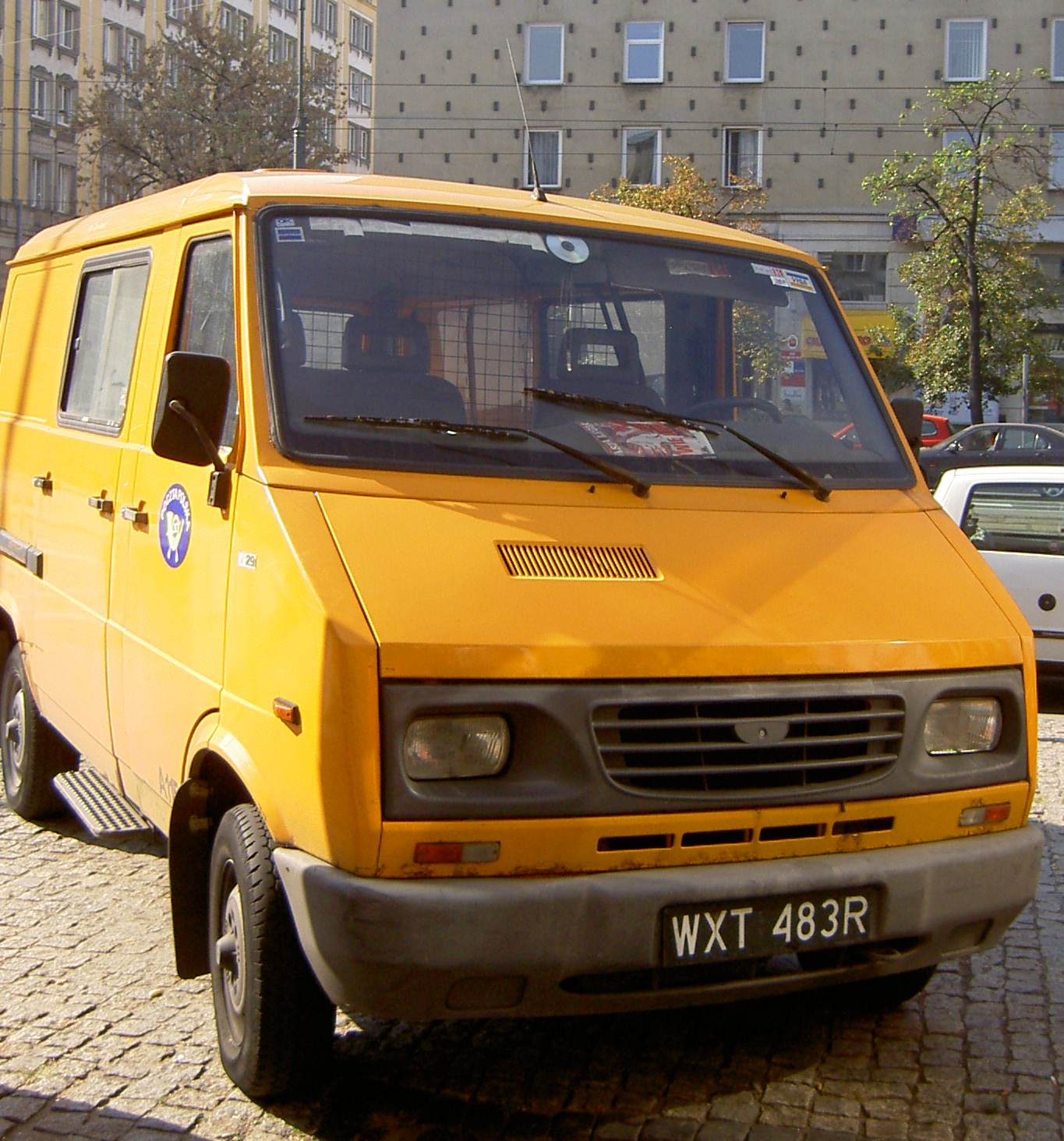
Lublin II
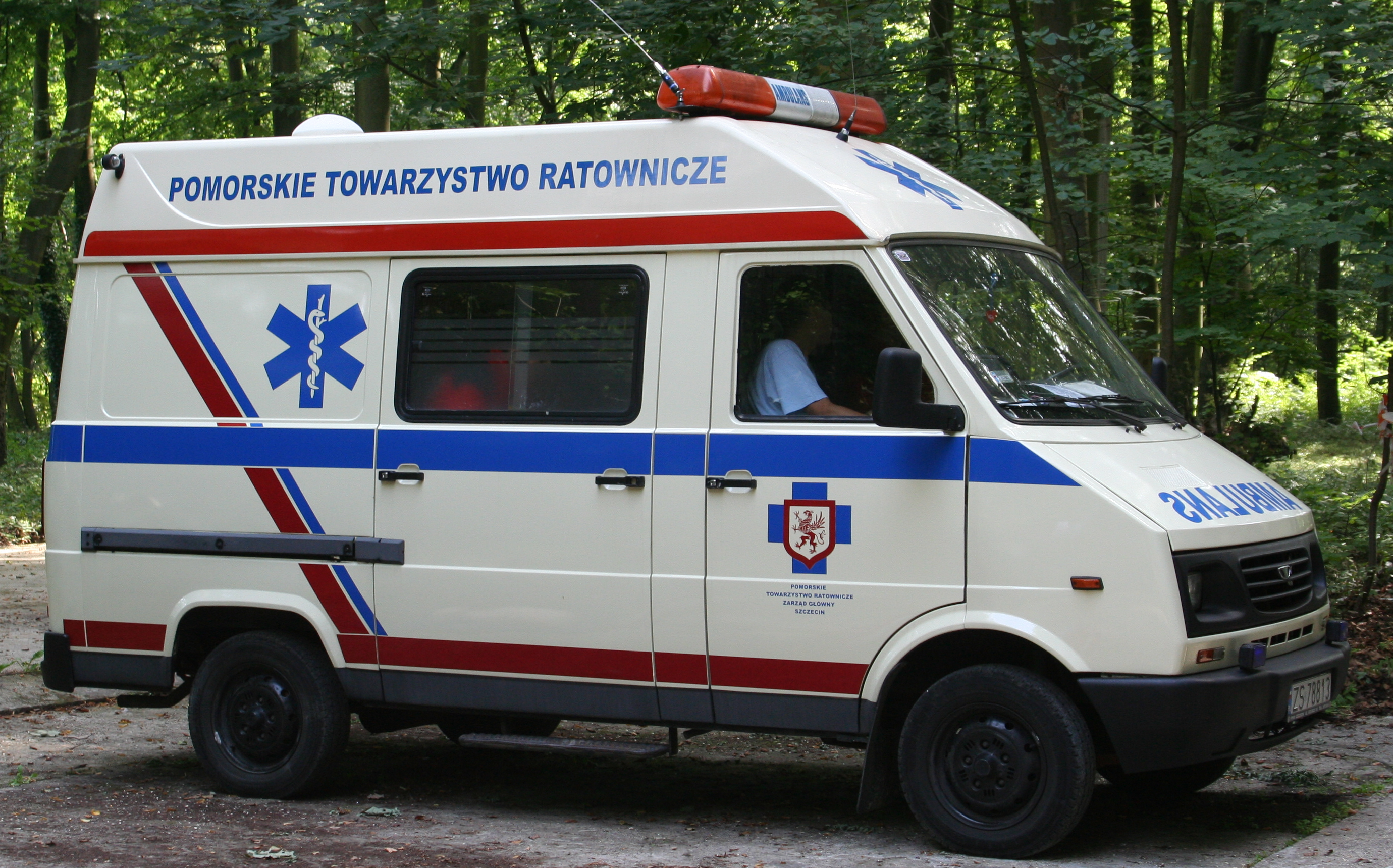
Variante ambulancia del Lublin II
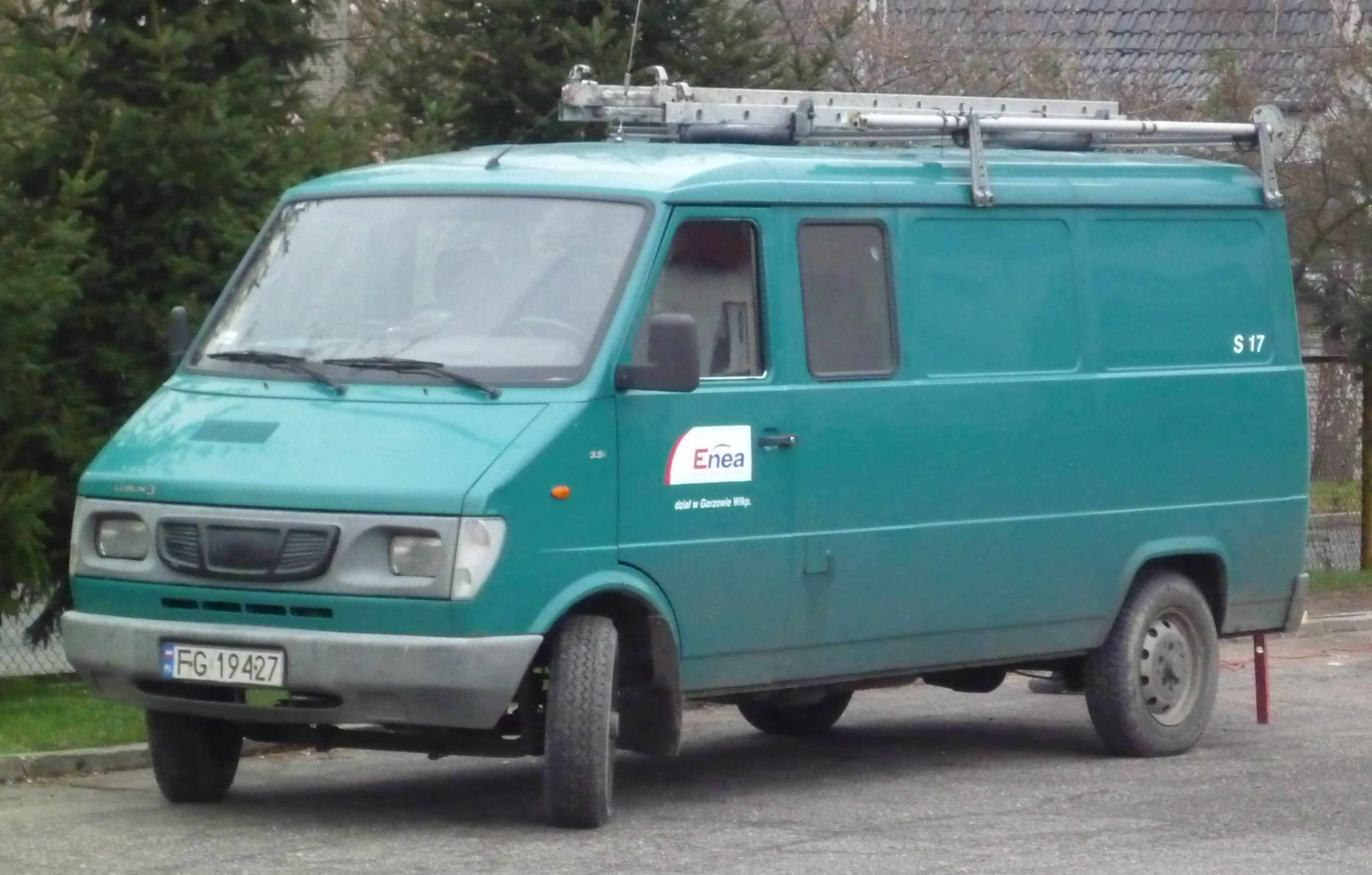
Lublin 3
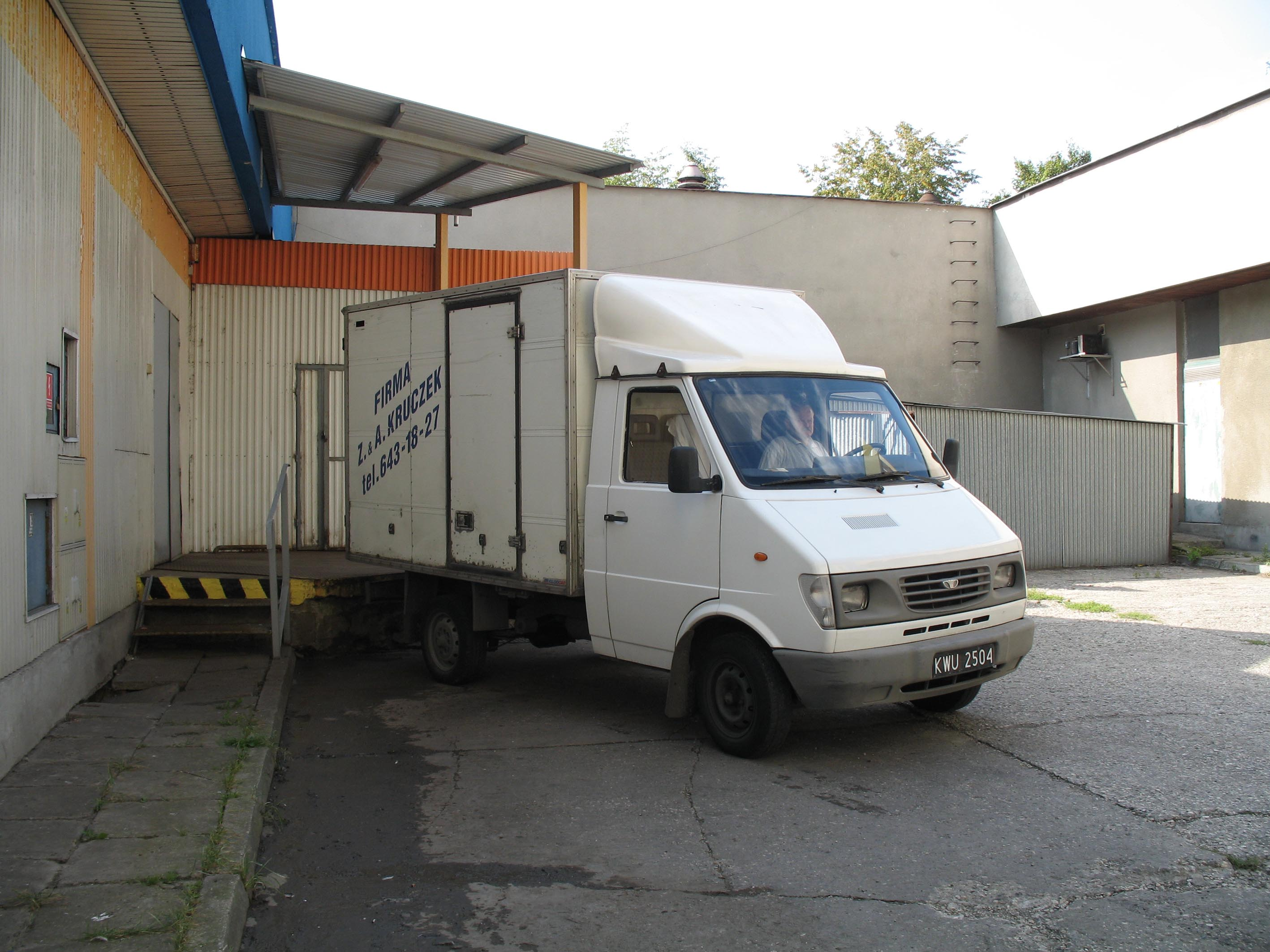
Versión furgón refrigerado del Lublin 3
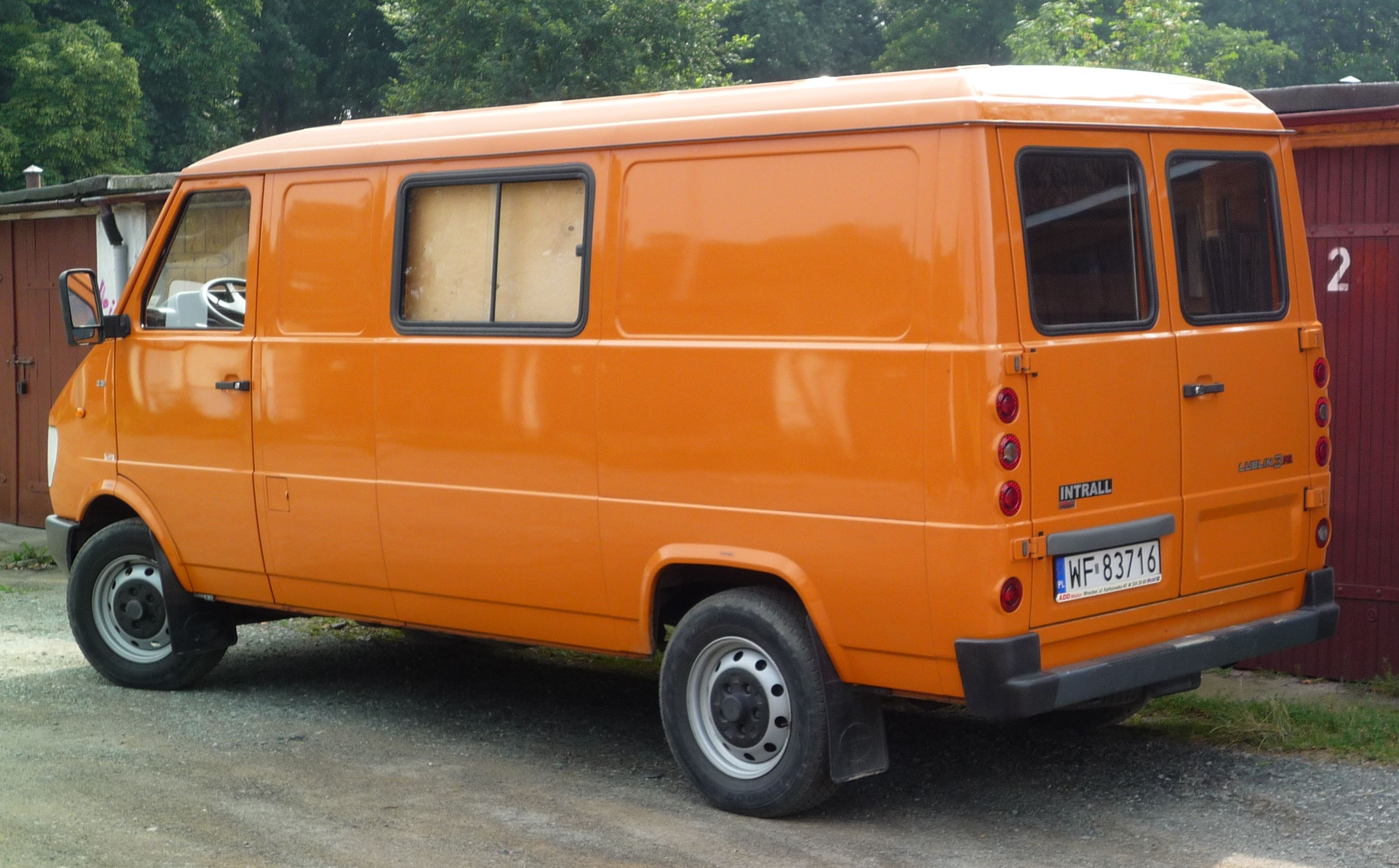
Toma de la parte posterior de un Lublin 3Mi
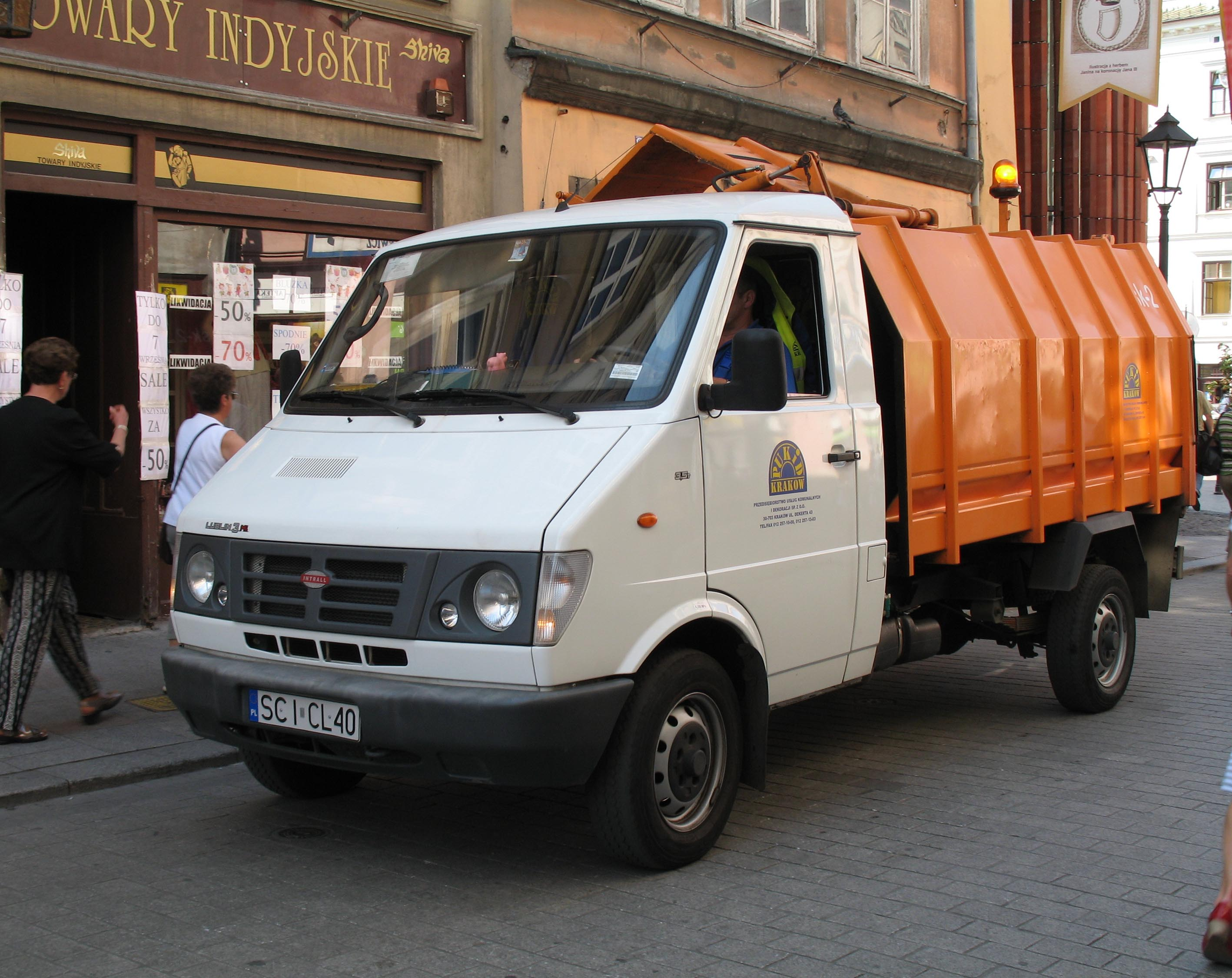
Versión cargabasura del Lublin 3Mi